# Dugald Clerk
Dugald Clerk (Glasgow, 31 marzo 1854 – Ewhurst, 12 novembre 1932) è stato un inventore, ingegnere e progettista britannico, che progettò nel 1878 il primo motore a due tempi funzionante al mondo e lo brevettò in Inghilterra nel 1881.
Laureato alla Anderson's University di Glasgow (ora Università di Strathclyde) e allo Yorkshire College (ora Università di Leeds), creò insieme a George Croydon Marks, la società Marks & Clerk. Fu nominato il 24 agosto 1917 cavaliere dell'ordine dell'Impero Britannico e in seguito divenne membro della Royal Society.